# Стів Семпсон
Стів Семпсон (англ. Steve Sampson, нар. 19 січня 1957, Солт-Лейк-Сіті) — американський футбольний тренер. Працював зі збірними США та Коста-Рики, а також «Лос-Анджелес Гелаксі» у МЛС.

## Біографія
Народився 19 січня 1957 року в місті Солт-Лейк-Сіті. Навчався та грав у «Футгілл Колледж», після цього грав два роки в футбольній команді Університету штату Каліфорнія в Сан-Хосе «Сан-Хосе Стейт Спартанс».
Після закінчення Університету штату в Сан-Хосе він переїхав до Стенфордського університету, де отримав ступінь магістра в галузі освіти. У цей час він паралельно тренував команду вищої школи Awalt High School з Маунтін-В'ю, штат Каліфорнія. Потім, закінчивши Стенфорд, він працював помічником футбольного тренера чоловічої команди «Футгілл Колледж».
У 1982 році Каліфорнійський університет у Лос-Анджелесі найняв Сампсона помічником тренера своєї чоловічої футбольної команди «УКЛА Брюїнз». У 1985 році він був у складі персоналу команди, коли УКЛА виграла студентський чемпіонат США.
Наприкінці сезону 1985 року Університет Санта-Клари найняв Семпсона на посаду головного тренера своєї чоловічої футбольної команди «Санта-Клара Бронкос». У 1989 році він здобув найбільший успіх як тренер студентських команд, ставши співпереможцем студентського чемпіонату США. У вирішальному матчі суперником «Санта Клари» стала команда Вірджинського університету «Вірджинія Кавальєрз», яку очолював тренер Брюс Арена, який пізніше замінив Семпсона на посаді головного тренера національної збірної США з футболу. Команди зіграли регулярний час та чотири овертайми, перш ніж офіційні особи НКАА припинили гру, назвавши обидві команди співчемпіонами. Після цього Семпсон покинув Санта-Клару, маючи результати з командою 64-19-19.
Після виходу з Санта-Клари, Семпсон став помічником Бори Милутиновича у національній збірній США у 1993 році і перебував у тренерському штабі на домашньому чемпіонаті світу 1994 року.
У квітні 1995 року, після звільнення Милутиновича, Семпсон став тимчасовим головним тренером збірної, повізши її в липні на Кубок Америки в Уругвай. На цьому турнірі американці несподівано розгромили у групі Аргентину (3:0), а у чвертьфіналі пройшли Мексику. Зайнявши високе четверте місце на турнірі, у серпні Семпсон був призначений повноцінним головним тренером «зірково-смугастих». Під його керівництвом команда стала бронзовим призером Золотого кубка КОНКАКАФ 1996 року, а також срібним призером на наступному турнірі 1998 року, включаючи історичну перемогу над Бразилією у півфіналі з рахунком 1:0.
Влітку 1998 року команда мала зіграти на чемпіонаті світу у Франції і Сампсон намагався покращити команду, шукаючи гравців для команди у Європі. Так до збірної потрапили француз Давід Режис, що був найталановитішим із тих, кого ввів Семпсон, або німець Давід Вагнер, оскільки Сампсон намагався подолати слабкі сторони молодого MLS. Тим не менш на «мундіалі» команда виступила вкрай невдало, програвши усі три матчі і забивши лише один гол Ірану (1:2), через що по завершенні турніру 29 червня 1998 року Семпсон був звільнений.
Згодом протягом 2002—2004 років очолював тренерський штаб збірної Коста-Рики. Під його керівництвом збірна виграла Центральноамериканський кубок у 2003 році, а також того ж року стала четвертою на Золотому кубку КОНКАКАФ. У 2004 році Коста-Рика піднялась на 17 місце в Рейтингу ФІФА, найвище за всю історію. Проте після того, як збірна у другому раунді відбору на чемпіонат світу 2006 року пройшла Кубу лише завдяки правило виїзного голу, Семпсон був звільнений.
18 серпня 2004 року Очолив клуб МЛС «Лос-Анджелес Гелаксі», з яким у 2005 році виграв «золотий дубль» — Відкритий кубок США і Кубок МЛС. Наступного року результати команди погіршились і Стів був звільнений 6 червня 2006 року.
Наприкінці 2014 року після тривалої перерви повернувся до тренерської діяльності, очоливши студентську команду Політехнічного університету штату Каліфорнія — «Кел Полі Мустангз».

## Досягнення

### Студентський футбол
- Чемпіон США серед студентських команд: 1989[en]

### Збірна США
- Срібний призер Золотого кубка КОНКАКАФ: 1998
- Бронзовий призер Золотого кубка КОНКАКАФ: 1996

### Збірна Коста-Рики
- Переможець Кубка центральноамериканських націй: 2003

### «Лос-Анджелес Гелаксі»
- Володар Кубка МЛС: 2005
- Володар Відкритого кубка США: 2005